# Aleuritopteris welwitschii
Aleuritopteris welwitschii är en kantbräkenväxtart som först beskrevs av William Jackson Hooker och Bak., och fick sitt nu gällande namn av Ren-Chang Ching. Aleuritopteris welwitschii ingår i släktet Aleuritopteris och familjen Pteridaceae. Inga underarter finns listade.